# Vitîne, Sakî
Vitîne (în ucraineană Вітине) este un sat în comuna Molocine din raionul Sakî, Republica Autonomă Crimeea, Ucraina.

## Demografie
Componența lingvistică a localității Vitîne
     Rusă (75,51%)
     Ucraineană (20,72%)
     Tătară crimeeană (3,1%)
     Alte limbi (0,39%)
Conform recensământului din 2001, majoritatea populației localității Vitîne era vorbitoare de rusă (75,51%), existând în minoritate și vorbitori de ucraineană (20,72%) și tătară crimeeană (3,1%).